# 新伊丹車站
新伊丹站（日语：／ Shin-itami eki */?）是位於兵庫縣伊丹市梅之木，屬於阪急電鐵伊丹線的鐵路車站。車站編號為HK-19。

## 歷史
當初並沒有設置本站的計畫，但因為阪急的「新伊丹住宅」建設，為了配合相關計畫而設置此站。
- 1935年（昭和10年）3月1日 - 在 阪神急行電鐵（阪急電鐵的前身）伊丹線的稻野站 - 伊丹站間新設置此站而開始營運[2]。
- 1995年（平成7年）
  - 1月17日 - 阪神大地震時，由於伊丹站遭到破壞，本站曾經被當作終點站。
  - 3月11日 - 新伊丹站 - 伊丹站間復駛。1998年（平成10年）全線重新開始營運。
- 2005年（平成17年）4月25日 - 由於發生JR福知山線出軌事故，在JR復駛前被指定為JR伊丹站和北伊丹站的振替輸送（日语：振替輸送）車站。
- 2013年（平成25年）12月21日 - 導入車站編號。

## 車站結構
側式月台2面2線的地面車站。由於沒有轉轍器與絕對信號機，因此被分類為停留所。

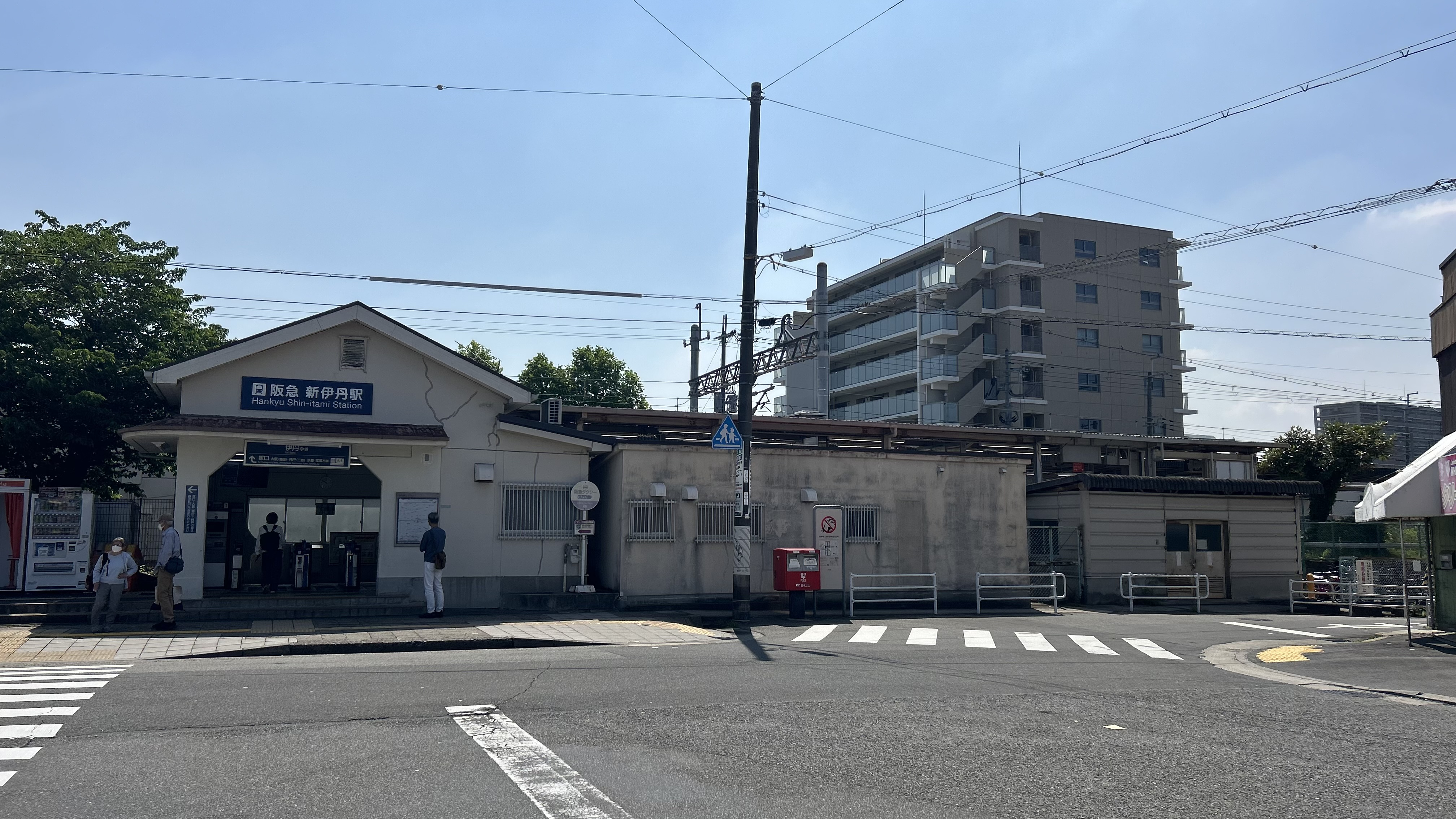
西口（2025年5月）
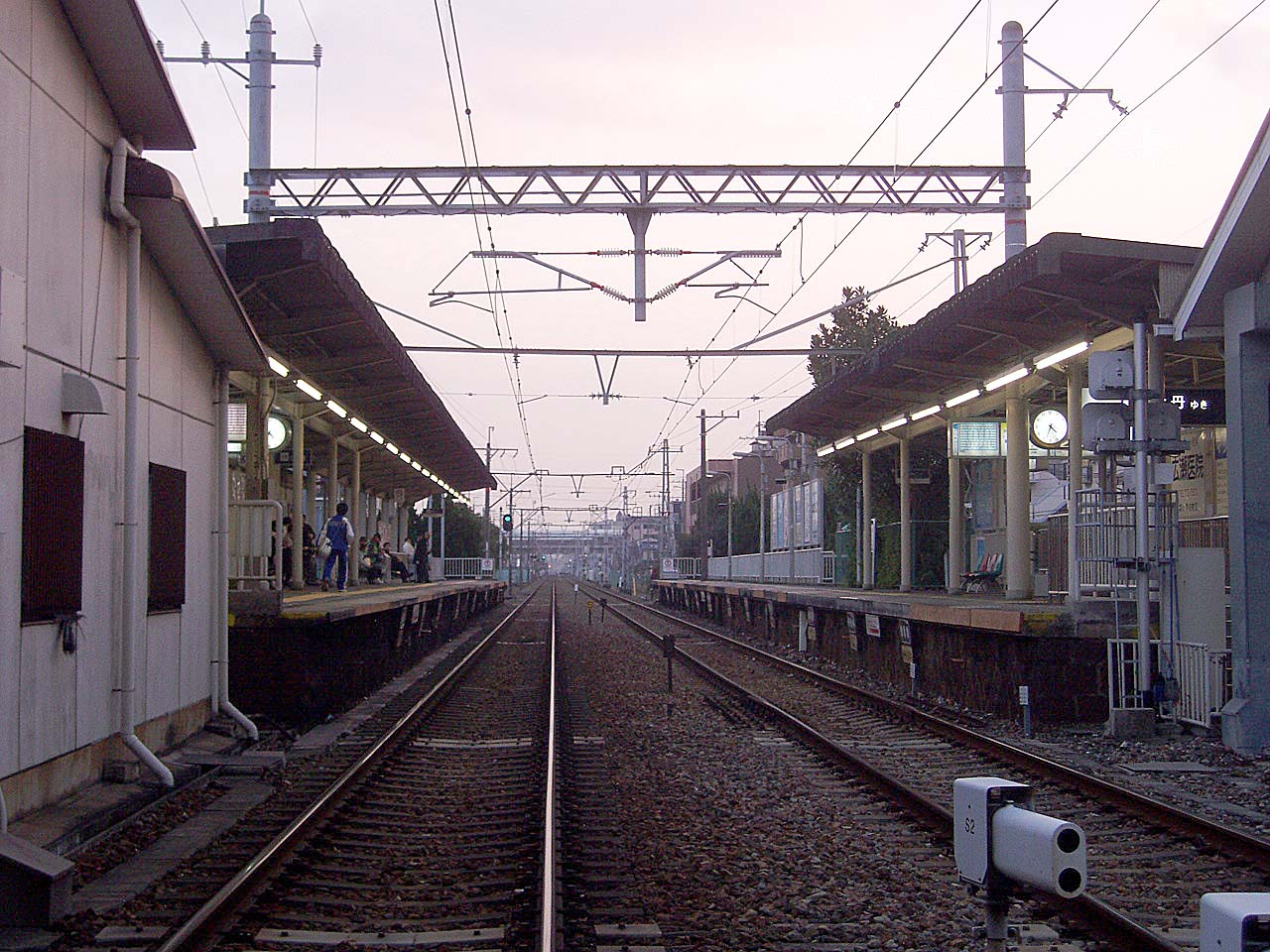
從北側平交道望向車站月台

### 月台配置
| 月台 | 路線   | 方向 | 目的地                              |
| ---- | ------ | ---- | ----------------------------------- |
| 1    | 伊丹線 | 下行 | 往 伊丹                             |
| 2    | 伊丹線 | 上行 | 往 塚口、大阪梅田、神戶、京都、寶塚 |

## 使用狀況
2017年（平成29年）的1日平均上下車人數為6,706人。
根據「伊丹市統計書」，近年的本站1日上下車人數如下表。
| 年次               | 特定日   | 特定日     | 特定日   | 全年平均   |
| 年次               | 調查日   | 上下車人次 | 上車人次 | 上下車人次 |
| ------------------ | -------- | ---------- | -------- | ---------- |
| 2005年（平成17年） | 11月08日 | 7,610      | 3,886    | -          |
| 2006年（平成18年） | 11月14日 | 7,761      | 3,982    | -          |
| 2007年（平成19年） | 11月13日 | 7,787      | 3,975    | -          |
| 2008年（平成20年） | 11月13日 | 7,767      | 3,971    | -          |
| 2009年（平成21年） | 11月10日 | 7,725      | 3,667    | -          |
| 2010年（平成22年） | 11月09日 | 7,154      | 3,654    | -          |
| 2011年（平成23年） | 11月08日 | 7,091      | 3,602    | -          |
| 2012年（平成24年） | 11月13日 | 7,116      | 3,626    | -          |
| 2013年（平成25年） | 11月13日 | 7,189      | 3,660    | -          |
| 2014年（平成26年） | 11月04日 | 7,104      | 3,661    | -          |
| 2015年（平成27年） | 11月10日 | 7,392      | 3,787    | -          |
| 2016年（平成28年） | 11月15日 | 7,490      | 3,814    | -          |
| 2017年（平成29年） |          |            |          | 6,706      |

## 車站周邊
- 平松公園 - 車站東側
- Coop Kobe 伊丹店
- 新伊丹郵局 - 西南方徒步5分
- 阪急巴士伊丹營業所
- 伊丹市立女性・兒童中心
- 伊丹市立伊丹高等學校
- 伊丹市立南中學校

### 公車
伊丹市營公車
- 38系統 - 往 塚口（中途經過堀池口・稻野町8丁目）

## 相鄰車站
阪急電鐵
 伊丹線
稻野（HK-18）－新伊丹（HK-19）－伊丹（HK-20）

## 外部連結
- 新伊丹 - 阪急電鐵